# Pirapora (tiểu vùng)
Pirapora là một tiểu vùng thuộc bang Minas Gerais, Brasil. Tiều vùng này có diện tích 23072 km², dân số năm 2007 là 154702 người.